# Parornix ermolaevi
Parornix ermolaevi är en fjärilsart som beskrevs av Kuznetzov 1979. Parornix ermolaevi ingår i släktet Parornix och familjen styltmalar. Inga underarter finns listade i Catalogue of Life.